# جايسون أليوت
جايسون أليوت (بالإنجليزية: Jason Elliot)‏ هو كاتب ومؤلف بريطاني، ولد في 27 فبراير 1965.